# Phùng Quang Thanh
Anh hùng lực lượng vũ trang nhân dân Phùng Quang Thanh (2 tháng 2 năm 1949 – 11 tháng 9 năm 2021) là một tướng lĩnh Quân đội nhân dân Việt Nam, ông mang quân hàm Đại tướng và từng là Bộ trưởng Bộ Quốc phòng Việt Nam (2006–2016), Phó Bí thư Quân ủy Trung ương, Tổng tham mưu trưởng Quân đội nhân dân Việt Nam (2001–2006), Ủy viên Bộ Chính trị khóa X và XI, Đại biểu Quốc hội Việt Nam khóa XI, XII,XIII.

## Tiểu sử
Phùng Quang Thanh sinh ngày 2 tháng 2 năm 1949 tại xã Thạch Đà, huyện Mê Linh (nay là thôn Thạch Đà, xã Yên Lãng), thành phố Hà Nội.
Ông gia nhập Quân đội nhân dân Việt Nam năm 1967, tham gia chiến đấu ở chiến trường Quảng Trị, Nam Lào trong chiến tranh Việt Nam và Chiến tranh biên giới phía Bắc.
Năm 1968, ông gia nhập Đảng Nhân dân Cách mạng Việt Nam. Năm 1971, ông được tuyên dương danh hiệu Anh hùng lực lượng vũ trang nhân dân vì thành tích chiến đấu, lúc đang giữ chức vụ trung đội trưởng thuộc Trung đoàn 64, Sư đoàn 320 Đồng Bằng. Theo lời kể thì:
Ngày 11 tháng 2 năm 1971, Phùng Quang Thanh-Trung đội trưởng Trung đội 1, Đại đội 9, Tiểu đoàn 9, Trung đoàn 64, Sư đoàn 320 trực tiếp chỉ huy một tiểu đội chốt giữ đồi Không Tên. Địch dùng 1 đại đội có máy bay yểm trợ, chia làm 2 mũi tấn công chốt. Phùng Quang Thanh chỉ huy tiểu đội chờ địch vào gần mới nổ súng, diệt 38 tên, đẩy lùi địch ra xa, riêng Phùng Quang Thanh diệt 8 tên. Hai ngày sau địch lại tiến công lên chốt, Phùng Quang Thanh bị thương, cấp trên cho lui về tuyến sau nhưng anh xin ở lại chiến đấu. Phùng Quang Thanh nhờ đồng đội tháo nắp 17 quả lựu đạn cho vào túi đeo quanh người nhờ y tá băng và treo cánh tay trái cho đỡ vướng rồi dẫn đầu tiểu đội xung phong đánh tạt sườn quân địch, phối hợp đơn vị bạn diệt gọn 1 đại đội địch. Riêng tiểu đội do anh chỉ huy diệt 37 tên, bắt 1 tên, thu 2 súng.

Tháng 10 năm 1971 đến tháng 6 năm 1972, ông được đi học tại Trường Sĩ quan Lục quân.
Tháng 7 năm 1972, trở lại đội chiến đấu, giữ chức Tiểu đoàn phó, sau đó là Tiểu đoàn trưởng Tiểu đoàn 9.
Tháng 8 năm 1974 đến tháng 12 năm 1976, ông được cử đi học đào tạo cán bộ trung đoàn tại Học viện Quân sự (nay là Học viện Lục quân).
Từ năm 1977 đến 1989, ông lần lượt giữ các chức vụ chỉ huy từ cấp Trung đoàn đến Sư đoàn.
Tháng 9 năm 1986 đến tháng 7 năm 1988, Đảng ủy viên, Phó Bí thư Đảng ủy rồi phụ trách Sư đoàn 390, sau đó là Đại tá, Sư đoàn trưởng Sư đoàn 390, Quân đoàn 1.
Tháng 8 năm 1988 đến tháng 2 năm 1989, ông là Sư đoàn trưởng Sư đoàn Bộ binh 312.
Năm 1989, ông được cử đi học tại Học viện Quân sự Voroshilov (Liên Xô), năm sau về nước, học tại Học viện Quân sự cấp cao (nay là Học viện Quốc phòng Việt Nam).
Từ 8/1991- 8/1993, ông làm Sư đoàn trưởng Sư đoàn 312 lần thứ 2. Sau đó được điều về Cục Tác chiến Bộ Tổng Tham mưu giữ chức Phó Cục trưởng (1993), thăng quân hàm Thiếu tướng (1994) rồi giữ chức Cục trưởng Cục Tác chiến Bộ Tổng Tham mưu (1995).
Tháng 8 năm 1997, ông học lớp chính trị ngắn hạn tại Học viện Chính trị Quân sự. Ông có học vị Cử nhân.
Tháng 12 năm 1997, ông được điều về giữ chức Tư lệnh Quân khu 1. Được thăng Trung tướng năm 1999.
Từ tháng 5 năm 2001 đến tháng 8 năm 2006 (thăng Thượng tướng năm 2003), ông được Chủ tịch nước bổ nhiệm giữ chức Tổng tham mưu trưởng Quân đội nhân dân Việt Nam (thay Trung tướng Lê Văn Dũng sang giữ chức Chủ nhiệm Tổng cục chính trị), Thứ trưởng Bộ Quốc phòng.
Ngày 27 tháng 6 năm 2006, ông đảm nhiệm chức vụ Bộ trưởng Bộ Quốc phòng Việt Nam, thay thế cho người tiền nhiệm là Phạm Văn Trà quyết định hưu trí.
Ngày 6 tháng 7 năm 2007, ông được Chủ tịch nước Nguyễn Minh Triết trao quân hàm Đại tướng.
Ông cũng từng kiêm chức Chủ tịch Ủy ban Quốc gia Tìm kiếm và Cứu nạn.
Ông là Ủy viên Ban Chấp hành Trung ương Đảng Cộng sản Việt Nam các khóa IX (2001), X (2006), XI (2011), là Ủy viên Bộ Chính trị khóa X (2006), khóa XI (2011).
Tại Kỳ họp thứ nhất, Quốc hội khóa XIII, ông được Quốc hội phê chuẩn tiếp tục làm Bộ trưởng Bộ Quốc phòng. 
Tháng 1 năm 2016, tại Đại hội lần thứ XII của Đảng, ông không tái cử Ủy viên Trung ương Đảng vì nguyên nhân do chuẩn bị nghỉ hưu.
Tháng 4 năm 2016, tại Kỳ họp thứ 11, Quốc hội khóa XIII, Quốc hội phê chuẩn, Chủ tịch nước miễn nhiệm chức vụ Bộ trưởng Bộ Quốc phòng đối với Đại tướng Phùng Quang Thanh. 
Ngày 11 tháng 9 năm 2018, Phùng Quang Thanh được Trần Quốc Vượng, Thường trực Ban Bí thư Ban Chấp hành Trung ương Đảng Cộng sản Việt Nam khóa XII trao Huy hiệu 50 năm tuổi Đảng tại Hà Nội.

## Sức khoẻ
Việc ông không xuất hiện trong các sự kiện chính trị quan trọng của đất nước trong một thời gian đã dẫn tới những đồn đoán về tình trạng của ông. Ông không tham dự cuộc họp Chính phủ thường kỳ tháng 6 ngày 29 tháng 6 năm 2015 và Đại hội thi đua quyết thắng toàn quân lần thứ IX khai mạc sáng ngày 1 tháng 7 năm 2015 tại Hà Nội.
Ngày 1 tháng 7 năm 2015, báo Tuổi Trẻ đăng bài viết cho biết theo thông tin từ Ban Bảo vệ và Chăm sóc Sức khỏe Trung ương ông Thanh đã sang Pháp chữa bệnh cách đây một tuần. Tại Pháp, ông Thanh được phẫu thuật vào tối ngày 30 tháng 6 năm 2015. Theo nguồn tin của báo Tuổi Trẻ chấn thương vùng ngực từ thời chiến đã khiến phổi của ông bị xơ hoá một phần. Khoảng hai tháng trước ông bị "ho nặng". Kết quả sinh thiết không cho thấy ông bị ung thư nhưng "ho nặng" và xơ hoá phổi có thể là dấu hiệu của bệnh ung thư phổi.
Sáng ngày 2 tháng 7 năm 2015, Trưởng ban Bảo vệ và Chăm sóc Sức khỏe Trung ương Nguyễn Quốc Triệu cho biết ông Thanh bị u phổi lành tính.
Cũng trong ngày 2 tháng 7, ông Phạm Gia Khải, thành viên Ban Bảo vệ và Chăm sóc Sức khỏe Trung ương, nói rằng ông Thanh đang điều trị bệnh ở Paris (Pháp), ông Thanh sang Pháp vào ngày 24 tháng 6 năm 2015. Theo ông Khải thì trước khi ông Thanh sang Pháp chúng tôi có hội chẩn kiểm tra sức khỏe 3-4 lần và phát hiện một vết sẹo trong phổi. Vết sẹo này là do vết thương hồi chiến tranh chống Mỹ, khi đó ông bị tai nạn ô tô và đập ngực vào vô lăng xe ô tô. Trước khi sang Pháp chữa bệnh, ông đã được kiểm tra sức khỏe nhiều lần, nhưng không thấy dấu hiệu gì đặc biệt, không áp xe, không ung thư. Nhưng cách đây khoảng 2 tháng, ông Thanh bị ho ra máu, mỗi ngày một ít. Chúng tôi đã cho sinh thiết ở phế quản, tương ứng nơi ra máu nhưng không phát hiện được dấu hiệu gì. Sau đó, ông được Đại sứ quán Pháp giới thiệu sang Pháp chữa trị". Ông Khải cho biết là theo thông tin ông nhận được từ ông Nguyễn Quốc Triệu, Trưởng ban Bảo vệ và Chăm sóc Sức khỏe Trung ương, thì sau phẫu thuật sức khỏe của ông Thanh hoàn toàn ổn định, không có diễn biến xấu và tới đây sẽ về nước.
Ngày 6 tháng 7 năm 2015, thanh tra Bộ Thông tin và Truyền thông ban hành quyết định số 60/QĐ-XPVPHC xử phạt báo Đời sống và Pháp luật 30 triệu đồng vì đăng bài viết "Tiểu sử Bộ trưởng Bộ Quốc phòng Phùng Quang Thanh". Bài viết này bị cho là vi phạm tại điều 64, Nghị định số 174 ngày 13 tháng 11 năm 2013 Quy định xử phạt vi phạm hành chính trong lĩnh vực bưu chính, viễn thông, công nghệ thông tin và tần số vô tuyến điện. Hiện bài viết "Tiểu sử Bộ trưởng Bộ Quốc phòng Phùng Quang Thanh" đã bị xoá. Theo BBC Tiếng Việt, bài viết về tiểu sử ông Thanh được đăng vào lúc đang có những đồn đoán về sức khoẻ của ông Thanh có thể khiến một số độc giả nghĩ rằng ông đã qua đời.
Ngày 20 tháng 7 năm 2015, theo nguồn tin DPA lấy từ một nguồn tin khuyết danh trong bệnh viện, ông Phùng Quang Thanh qua đời vào lúc 10 giờ 25 phút (theo giờ địa phương), ngày 19 tháng 7 năm 2015 (tức 15 giờ 25 phút cùng ngày theo giờ Hà Nội) tại một bệnh viện ở Pháp khi đang chữa trị căn bệnh ung thư phổi. Nhưng đến ngày 20 tháng 7, Trung tướng Võ Văn Tuấn, Phó Tổng tham mưu trưởng Quân đội nhân dân Việt Nam đã bác bỏ thông tin của Thông tấn xã Đức (DPA) dẫn tin xấu về sức khỏe của ông Thanh vì đã lấy từ một nguồn tin quân đội không có thẩm quyền phát ngôn. Ông Tuấn cho biết sức khỏe ông Thanh đang ổn định, dự kiến cuối tháng sẽ trở về nước". Nửa ngày sau, DPA đã gỡ bài báo trên khỏi trang web và tới ngày 25/7, DPA đã chính thức gửi thư xin lỗi về thông tin sai lệch liên quan tình trạng sức khoẻ của ông Phùng Quang Thanh.
Ngày 25 tháng 7 năm 2015, các báo loan tin ông Thanh đã về nước và được đưa về nhà riêng. Tuy nhiên, vẫn có dư luận hoài nghi ông đã về thực sự chưa.
Ngày 27 tháng 7 năm 2015, ông vắng mặt trong lễ dâng hương tưởng niệm anh hùng liệt sĩ và viếng lăng Hồ Chủ tịch. Tuy nhiên đến tối cùng ngày, ông chính thức xuất hiện tại hội trường Bộ Quốc phòng để tham dự Chương trình giao lưu nghệ thuật "Khát vọng đoàn tụ", nhằm tri ân các anh hùng liệt sĩ, thương binh, bệnh binh, các gia đình có công với cách mạng .

### Qua đời
Ông đã từ trần vào lúc 3 giờ 45 phút sáng ngày 11 tháng 9 năm 2021 sau một thời gian lâm bệnh nặng (tức ngày 5 tháng 8 năm Tân Sửu) hưởng thọ 72 tuổi tại nhà riêng số 10, ngõ 9, đường Nguyễn Tri Phương, phường Ba Đình, thành phố Hà Nội. An táng tại nghĩa trang quê nhà thôn Thạch Đà, xã Yên Lãng, thành phố Hà Nội.

## Gia đình
- Con trai là Đại tá Phùng Quang Hải, sinh năm 1974, nguyên Chủ tịch Tổng công ty 319 - Bộ Quốc phòng Việt Nam.

## Khen thưởng

### Huân chương, huy chương Việt Nam
- Danh hiệu Anh hùng lực lượng vũ trang nhân dân (1971).
- Huân chương Hồ Chí Minh.[22]
- Huân chương Bảo vệ Tổ quốc hạng Nhất.
- 02 Huân chương Chiến công hạng Nhất.
- Huân chương Chiến công hạng Nhì.
- Huân chương Chiến công hạng Ba.
- Huân chương Kháng chiến hạng Nhì.
- Huân chương Kháng chiến hạng Ba.
- 02 Huân chương Chiến công giải phóng hạng Nhất.
- Huân chương Chiến công giải phóng hạng Nhì.
- 02 Huân chương Chiến công giải phóng hạng Ba.
- Huân chương Chiến sĩ giải phóng hạng Nhì.
- Huy chương Quân kỳ quyết thắng.
- Huân chương Chiến sĩ vẻ vang hạng Nhất, Nhì, Ba.
- Huy hiệu 50 năm tuổi Đảng cùng nhiều phần thưởng cao quý khác của Việt Nam và quốc tế.

### Huân chương, huy chương nước ngoài
- Huân chương Tự do hạng Nhất của CHDCND Lào.[23]
- Huân chương Hoàng gia Sahametrei hạng Nhất của Vương quốc Campuchia.[24]
- Huân chương Hữu nghị của Liên bang Nga.[24]

## Vinh danh
Ngày 07/05/2024, UBND TP Thủ Đức đề nghị đổi tên quốc lộ 13 (đoạn từ cầu Bình Triệu đến cầu Vĩnh Bình) thành đường Phùng Quang Thanh.

## Lịch sử thụ phong quân hàm
| Năm thụ phong | 1972   | 1976     | 1980     | 1984      | 1988   | 1994        | 1999        | 2003         | 2007      |
| ------------- | ------ | -------- | -------- | --------- | ------ | ----------- | ----------- | ------------ | --------- |
| Quân hàm      |        |          |          |           |        |             |             |              |           |
| Cấp bậc       | Đại úy | Thiếu tá | Trung tá | Thượng tá | Đại tá | Thiếu tướng | Trung tướng | Thượng tướng | Đại tướng |